# Хипотеза једне трећине
Хипотеза једне трећине (ХЈТ) представља социодинамичку поставку - развијену од стране Хјуга О. Енгелмана - која тврди да проминенција неке групе расте када се број њених чланова приближава једној трећини популације, а опада када тај број премаши или падне испод једне трећине.
Хипотеза једне трећине је првобитно наведена од стране Хјуга О. Енгелмана у писму часопису Амерички социолог 1967. године:
...очекивали бисмо да ће најупорније подгрупе у било којој групи бити оне које се приближавају једној трећини или, по сличном поступку, више од једне трећине укупне групе. Будући да су најупорније, ове групе треба да буду оне најважније и  умешани у текућој социокултуролошком трансформациј и. То не значи да ове групе треба да буду доминантне, али они играју истакнуте улоге.
ХЈТ укључује две математичке криве. Једна представља вероватноћу да ће се једна подгрупа одређење величине формирати; друга представља вероватноћу да ће та подгрупа истрајати. Производ ове две криве је хипотеза једне трећине.

## Статистичка формализација
Статистички гледано, група која представља једну трећину становништва ће највероватније истрајати, а група која представља две трећине ће се највероватније распасти у одвојене групе, као реакција на кохезивност групе која представља једну трећину. 
Према биномном коефицијенту величина групе обележава се са r јавља се у популацији чија се величини обележава са n на овај начин {\displaystyle {\tbinom {n}{r}}}. Због тога што свака група величине r може се распасти у подгрупе које обележавамо 2 r, укупан број на које групе r могу да се распадну једнак је 3 n, у складу са једначином:
Другачије речено, велике групе које имају близу две трећине популације имају већу вероватноћу да се распадну у мање групе. Резултат овог разматрања је то да ће мање групе бити те које ће истрајати.
Ако групе величине r са вероватноћом {\displaystyle {\tbinom {n}{r}}p^{r}q^{n-r}\!} распадну на подгрупе са вероватноћом , онда се једначина своди на {\displaystyle q^{r}\!} а добијени p и q једнаки су Енглемановој хипотези једне трећине из које се то лако може закључити. Једначина поприма облик:
где је n број људи, а r је величина групе која се може проверити помоћу Стирлингове формуле.7

## Ранија истраживања и скорија предвиђања
Савршен пример ХЈТ-а представљен је од стране Вејна Јангквиста и његовог дела објављеног 1968. званог „Дрвене ципеле и хипотеза једне трећине“, која је документовала Немачку популацију у Милвокију пре отприлике једног века. Како се популација Немаца приближавала једној трећини, постајали су све истакнутији. Како је њихов ниво превазишао једну трећину, њихов значај је почео да опада.
Први емпиричко тестирање Енглеманове хипотезе своје отеловање нашло је у побуни у Детроиту 1967. године. Узрок побуне никад није објашњен, али циљано је да се објасни време овог догађаја.
Сем Батлер је 2011. године експлицитно цитирао Енглемана и његову хипотезу у својој анализи побуна у Лондону и њихове етиологије.

## Критика
ХЈТ је константно критикована. К. С. Срикантан је испитивао претпоставку да су p и q једнаки једној половини. Чак иако нису, међутим, докле год је p+q=1, максимална вредност r ће представљати pn/(1+p). Група која има највећу вероватноћу да се истакне ће увек бити мања од половине популације.
У социјалној динамици ХТЈ се обично назива критична маса. Терминологија, иако прикладна, постала је двосмислена, јер се термин „критична маса“ користи на разне друге начине који немају везе са ХЈТ-ом. Слично томе, ХЈТ понекад називају Теоријом две трећине. 